# Oestrohystricia subalpina
Oestrohystricia subalpina är en tvåvingeart som beskrevs av Townsend 1912. Oestrohystricia subalpina ingår i släktet Oestrohystricia och familjen parasitflugor.
Artens utbredningsområde är Peru. Inga underarter finns listade i Catalogue of Life.